# Parafia Przemienienia Pańskiego w Płotach
Parafia pod wezwaniem Przemienienia Pańskiego w Płotach – parafia rzymskokatolicka należąca do dekanatu Resko, archidiecezji szczecińsko-kamieńskiej, metropolii szczecińsko-kamieńskiej. Siedziba parafii mieści się w Płotach przy ulicy 1 Armii Wojska Polskiego.

## Kościół parafialny
Kościół Przemienienia Pańskiego w Płotach

## Kościoły filialne i kaplice
- Kościół Najświętszego Serca Pana Jezusa w Bądkowie[1]
- Kościół w Czarnych[1]
- Kościół Matki Bożej Różańcowej w Gostyniu Łobeskim[1]
- Kościół Wniebowzięcia Najświętszej Maryi Panny w Siwkowicach[1]
- Kościół św. Stanisława Biskupa i Męczennika w Taczałach[1]
- Kaplica w zakładzie karnym[1]